# Conflitti ottomano-portoghesi

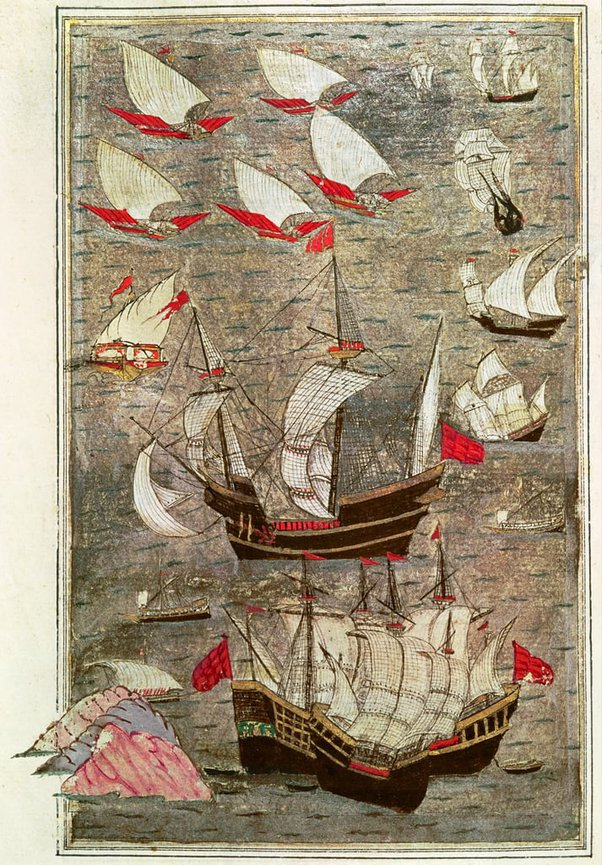
La flotta ottomana in un disegno del XVI secolo

I conflitti ottomano-portoghesi o turco-portoghesi si riferiscono a una serie di diversi scontri militari tra l'Impero portoghese e l'Impero ottomano, o tra altre potenze europee e l'Impero ottomano in cui le forze militari portoghesi parteciparono in modo rilevante. Alcuni di questi conflitti furono brevi, mentre altri durarono molti anni. La maggior parte di questi conflitti ebbe luogo nell'Oceano Indiano, nel processo di espansione dell'Impero portoghese, ma anche nel Mar Rosso. Questi conflitti coinvolsero anche alcune potenze regionali: dopo il 1538 il Sultanato di Adal, con l'aiuto dell'Impero ottomano, combatté contro l'Impero d'Etiopia, che era sostenuto dai Portoghesi, sotto il comando di Cristoforo da Gama, figlio del celebre esploratore Vasco da Gama. Questa guerra è conosciuta come la guerra adal-etiope.

## Conflitti
I diversi conflitti erano i seguenti:
- Spedizione portoghese di Otranto del 1481
- Conquista di Tunisi (1534)
- Conflitti ottomano-portoghesi (1538-1560)
- Conflitti ottomano-portoghesi (1586-1589)
- Guerra ottomano-veneziana (1714-1718)